# Mango'o
Mango'o est un village de la région du Centre du Cameroun, situé dans la commune de Makak. 

## Population et développement
La population de Mango'o était de 365 habitants dont 174 hommes et 191 femmes, lors du recensement de 2005.     